# Königsförde
Königsförde ist ein Ortsteil des Fleckens Aerzen im Landkreis Hameln-Pyrmont in Niedersachsen.

## Geographie
Das Dorf liegt einen Kilometer nördlich von Aerzen, fünf Kilometer südwestlich von Hameln an der L 432. 500 Meter nordwestlich liegt Schloss Schwöbber. Der Beberbach durchfließt den Ort. Südlich des Ortes liegt das Naturschutzgebiet Beberbach-Humme-Niederung.

## Geschichte
Ursprünglich gehörte Königsförde zum Amt Aerzen, welches 1823 in das Amt Hameln überging.

### Einwohnerentwicklung
- 1910: 127 Einwohner (am 1.12.)[3]
- 1925: 106 Einwohner[4]
- 1933: 215 Einwohner[4]
- 1939: 220 Einwohner[4]
- 1950: 419 Einwohner (am 13.9.)[1]
- 1956: 381  Einwohner (am 25.9.)[1]

### Eingemeindungen
Durch die Gebietsreform wurde die bis dahin selbständige Gemeinde Königsförde am 1. Januar 1973 in den Flecken Aerzen eingemeindet.